# PSY
Park Jae-sang (en hangul, 박재상; en hanja, 朴載相; Seocho-gu, Seúl, 31 de diciembre de 1977), más conocido por su nombre artístico PSY (en hangul, 싸이) leído:s͈aɪ), es un cantante, rapero, compositor y productor surcoreano.
Es conocido localmente por sus videos humorísticos y actuaciones teatrales, e internacionalmente es conocido por sus sencillos «Gangnam Style» y «Gentleman». El estribillo de la canción «oppa Gangnam style», que se traduce como «el hermano tiene el estilo de Gangnam» (como PSY se refiere a sí mismo), fue incorporado en el Libro de Yale de citas como una de las citas más famosas de 2012.

## Biografía
Park Jae-sang nació el 31 de diciembre de 1977 en una familia acomodada del distrito de Gangnam en Seúl, Corea del Sur. Su padre, Park Won-ho, es el gerente ejecutivo de DI Corporation. Su madre, Kim Young-hee, es propietaria de varios restaurantes en Gangnam. Estudió música en la Escuela de Música Berklee.
En 2001, su álbum debut, PSY from the Psycho World, fue multado por contenido inapropiado en sus letras y, en 2002, su segundo disco fue prohibido para menores de dieciocho años por la misma razón. A lo largo de su carrera profesional, ha aparecido en varios programas televisivos como Good Sunday: X-Men.
En 2012, se hizo conocido a nivel internacional por la coreografía de su sencillo de música electrónica de baile «Gangnam style» hasta convertirse en un fenómeno de Internet. Fue el primero en superar la cifra de las 1 000 000 000 de reproducciones, se convirtió en el vídeo más visto de YouTube hasta el 10 de julio de 2017, cuando fue superado por «See You Again» de Wiz Khalifa con Charlie Puth. Además, es el vídeo con más megustas.
El 13 de abril de 2013 lanzó a través de las redes sociales la canción «Gentleman».
Tan sólo en los primeros cinco días de haberse subido a internet, el vídeo musical «Gentleman» recibió más de 149 659 288 de visitas, y que actualmente cuenta con más de 1 469 790 351 de reproducciones y aproximadamente 3 843 623 de megustas en YouTube. Sin embargo, el vídeo se convirtió en polémica tras considerar que el baile era un plagio de la coreografía de «Abracadabra» de Brown Eyed Girls, las intérpretes originales. No obstante, PSY había comprado los derechos de autor del particular baile para usarlo como parte de la coreografía de «Gentleman», siendo que una de las integrantes de Brown Eyed Girls, GA-IN, es la pareja de baile en «Gentleman».
En 2014, grabó «Hangover» con el rapero Snoop Dogg.
El 30 de noviembre de 2015, lanza la canción «Daddy» con la cantante CL, del grupo surcoreano 2NE1 y en tan solo veinticuatro horas se convirtió en un rotundo éxito, sumando más de 10 000 000 de visitas en YouTube.
El 29 de abril de 2022, Psy lanzó su noveno álbum de estudio, Psy 9th, con su sencillo principal «That That» con Suga de BTS.
El 10 de junio de 2022, Psy publicó en SNS oficial el programa de la gira vespertina 'Psy Soak Show SUMMER SWAG 2022', una gira nacional por 7 ciudades del país hasta el 20 de agosto.

## Ingresos declarados
Según The Korea Times en 2013, Psy ganó más de 40 millones de dólares en 2012 a través de ventas por conciertos, anuncios de televisión e ingresos en las redes sociales gracias a su éxito Gangnam Style, mientras que sus ingresos personales estimados en 2012 fueron de 28 millones de dólares en virtud de su contrato de reparto de beneficios 7:3 con YG Entertainment.

## Discografía
| Álbumes de estudio - 2001: PSY from the Psycho world! - 2002: SSa 2 / adult only - 2002: 3 PSY - 2006: Ssa jib - 2010: PSY five - 2015: Chiljip Psy-da - 2017: 4X2=8 - 2022: Psy 9th | EP y álbumes recopilatorios - 2005: Remake & mix no. 18 - 2012: PSY 6 (Six Rules), Part 1 - 2015: PSY DADDY con CL Of 2NE1 |

## Vídeos musicales
- 2000-Bird         -   PSY from the PSYcho world!
- 2001-The End      -    PSY from the psycho world!
- 2002-Hooray       -    Ssa 2
- 2002-Champion     -    3 PSY
- 2003- Paradise    -    3 PSY
- 2004-Father       -    Remake & mix no. 18
- 2005-City Life    -    Remake & mix no. 18
- 2006-Delight      -    Remake & mix no. 18
- 2007-Entertainer  -    Ssa Jib
- 2008-We are the one - Ssa Jib
- 2009-Beautiful Goodbye 2 -  Ssa Jib
- 2010-Right now     -   PSYFIVE
- 2010- It’s Art    -   PSYFIVE
- 2012-Gangnam style  -  PSY Six Rules part. 1
- 2012-Korea
- 2013-Gentleman
- 2014-Hangover ft Snoop Dogg
- 2015-PSY - 나팔바지(NAPAL BAJI) M/V - Chijip Psy Da (Psy 5th album)
- 2015-DADDY ft CL of 2NE1 - Chijip Psy Da (Psy 5th album)
- 2017-New Face - Psy 8th (4X2 = 8)
- 2017- I LUV IT Psy 8th (4X2 = 8)
- 2022-That That feat Suga de BTS - (Psy 9th)

## Filmografía

### Programas de variedades
| Año  | Programa             | Notas                  |
| ---- | -------------------- | ---------------------- |
| 2010 | Hello Counselor      | Ep. #1 - invitado      |
| 2021 | Street Woman Fighter | Ep. #4 - juez especial |